# Stenoterommata pescador
Espèce
Stenoterommata pescador est une espèce d'araignées mygalomorphes de la famille des Pycnothelidae.

## Distribution
Cette espèce est endémique de Santa Catarina au Brésil,. Elle se rencontre sur l'île de Santa Catarina.

## Description
La femelle holotype mesure 19,05 mm.

## Publication originale
- Indicatti, Chavari, Zucatelli-Júnior, Lucas & Brescovit, 2017 : Six new species of silk-lined burrow spider genus Stenoterommata Holmberg, 1881 (Araneae, Nemesiidae) from southern Brazil. Zootaxa, no 4254(4), p. 435-456.